# 川村宗五郎
川村 宗五郎（かわむら そうごろう、1858年6月25日〈安政5年5月15日〉- 1916年〈大正5年〉3月18日）は、大日本帝国陸軍軍人。最終階級は陸軍中将。功三級。旧姓・大津。

## 経歴
薩摩国（現鹿児島県）で薩摩藩士大津六郎左衛門の4男として生まれ、1881年（明治14年）川村善左衛門の養子となり1888年（明治21年）家督を相続した。
1879年（明治12年）12月、陸軍士官学校旧3期を卒業し、陸軍歩兵少尉任官。1890年（明治23年）ドイツ帝国に留学した。
1894年（明治27年）日清戦争に第2軍兵站監部副官として出征。1901年（明治34年）4月、歩兵第37連隊長に就任し、1902年（明治35年）11月、歩兵大佐に昇進。日露戦争に出征し南山の戦い、得利寺の戦い、遼陽会戦に参戦。奉天会戦では37連隊第2大隊が奉天城一番乗りを果たした。
1906年（明治39年）7月、陸軍少将に進み歩兵第16旅団長に就任。歩兵第9旅団長を経て1912年（大正元年）12月、陸軍中将に進み第9師団長に親補されたが、在任中に死去した。